# مقاطعة زاهدان
مقاطعة زاهدان (بالفارسية: شهرستان زاهدان) هي إحدى مقاطعات محافظة سيستان وبلوشستان في إيران. كان عدد سكان المقاطعة سنة 2011 حوالي 850,531 نسمة.